# Нађа Ножарова
Нађа Ножарова, такође позната као војвоткиња Нађа де Наваро Фарбер, била је бугарска оперетска певачица и глумица, амерички предузетник, филантроп и шпанска војвоткиња.

## Биографија

### Каријера
Ножарова је рођена у Плевену, 21. новембра 1916. године. Њен отац је био трговац електро материјалом. Похађала је америчку школу за девојчице у Ловечу пре него што се вратила у Плевен 1934. године, када је почела каријеру у оперетском позоришту Ангел Сладкаров, са којим је обишла Бугарску. Након распада позоришне групе, играла је у позориштима Одеон, Бугарска и Корпоративни театар. Након тога се преселила у Немачку, где је студирала певање. Потом се вратила у Бугарску, где је снимила филм Изпитание 1942. године.

### Породица
Након што је почела да игра у оперетском позоришту Ангел Сладкаров1936. године, удала се неколико дана касније за Ангела Сладкарова у Тројанском манастиру. Године 1940. они су се развели и она се удала за шпанског војводу Навара, дипломату у Ватикану, и тако добила титулу војвоткиње. Они су живели у Монте Карлу.
Након смрти свог мужа 1949. године, Ножарова се преселила у САД и 1953. године се удала за Сида Фарбера, који је поседовао грађевинску компанију. После његове смрти 1985. године добила је велико имање и преудала се за Јурија Фарбера.

## Галерија
- Фотографије Нађе Ножарове из 1942. године

- Фотографије Нађе Ножарове са снимања филма Изпитание 1942. године